# Liliana Bărbulescu
Liliana Bărbulescu, geschiedene Popescu, (* 5. Februar 1982) ist eine rumänische Mittelstreckenläuferin.
Bărbulescu trat auf den Mittelstrecken an und feierte ihren ersten Erfolg bei den 1. Jugendweltmeisterschaften 1999 in Bydgoszcz, Polen, wo sie den fünften Platz über 800 Meter erreichte. Ein Jahr später startete sie bei den Juniorenweltmeisterschaften in Santiago de Chile in der 4-mal-400-Meter-Staffel und gewann die Bronzemedaille. Bei der Sommer-Universiade 2003 in Daegu gewann sie Gold über 800 Meter. Ein Jahr später startete sie bei den Leichtathletik-Hallenweltmeisterschaften 2004 in Budapest und schied dort als Vierte im Halbfinale aus. Bei den Leichtathletik-Europameisterschaften 2006 in Göteborg erreichte sie den siebenten Platz im Halbfinale. Auch bei den Leichtathletik-Halleneuropameisterschaften 2007 schied sie im Halbfinale aus. Bei den Leichtathletik-Weltmeisterschaften 2007 in Osaka kam sie ebenfalls nicht über das Halbfinale hinaus. Nachdem sie 2008 den sechsten Platz über 800 Meter bei den Leichtathletik-Hallenweltmeisterschaften erreicht hatte und in Doha den Super-Grand-Prix gewonnen hatte, wurde bei einem Dopingtest bei Bărbulescu EPO festgestellt. Sie wurde daraufhin zuerst von den Olympischen Sommerspielen 2008 in Peking ausgeschlossen und kurz darauf für zwei Jahre gesperrt und alle Ergebnisse ab 29. Mai 2008 gestrichen, darunter auch das Ergebnis der Hallenweltmeisterschaften und des Super-Grand-Prix. Die Dopingsperre lief am 28. Mai 2010 aus.

## Bestzeiten
Freiluft
- 400 Meter: 53,81 s, 25. Juli 2006, Bukarest
- 800 Meter: 1:59,34 min, 25. Mai 2008, Bukarest
- 1000 Meter: 2:40,61 min, 9. Juni 2005, Ostrava
- 1500 Meter: 4:00,35 min, 24. Mai 2008, Bukarest

Halle
- 800 Meter: 2:00,41 min, 9. Februar 2008, Peania
- 1500 Meter: 4:03,33 min, 15. Februar 2008, Bukarest